# Айсризенвельт
А́йсризенвельт — это протяжённая пещера в Тенненгебирге в земле Зальцбург в Австрии, рядом с местечком Верфен.
Айсризенвельт является самой большой ледяной пещерой (то есть пещерой, в которой лёд сохраняется круглый год) в мире. Общая длина пещеры 42 км, глубина — 407 м. Она была издавна известна охотникам, но фактически открыта в 1879 году зальцбургским натуралистом Антоном фон Поссельт-Кцорихом, исследовавшим первые 200 м ходов. Наиболее полно пещера была обследована зальцбургским спелеологом Александром фон Мёрком, начиная с 1912 года. В 1914 году, во время Первой Мировой войны он погиб и его прах был помещён в одну из ниш этой пещеры. Сегодня пещера Айсризенвельт — популярное место отдыха.
Первые экскурсии в пещере прошли в 1920 году. Сегодня канатная дорога доставляет до 2500 гостей в день вплоть до ближайшего ко входу в пещеру горного приюта Dr.-Friedrich-Oedl-Haus, в год это примерно 150 000 посетителей. Посетители получают на время экскурсии карбидные лампы. 5 ледовых фигур освещаются магниевым светом.
Айсризенвельт открыт для посетителей обычно с 1 мая по 26 октября. В зимние месяцы вход в пещеру закрыт из-за опасности схода лавин.

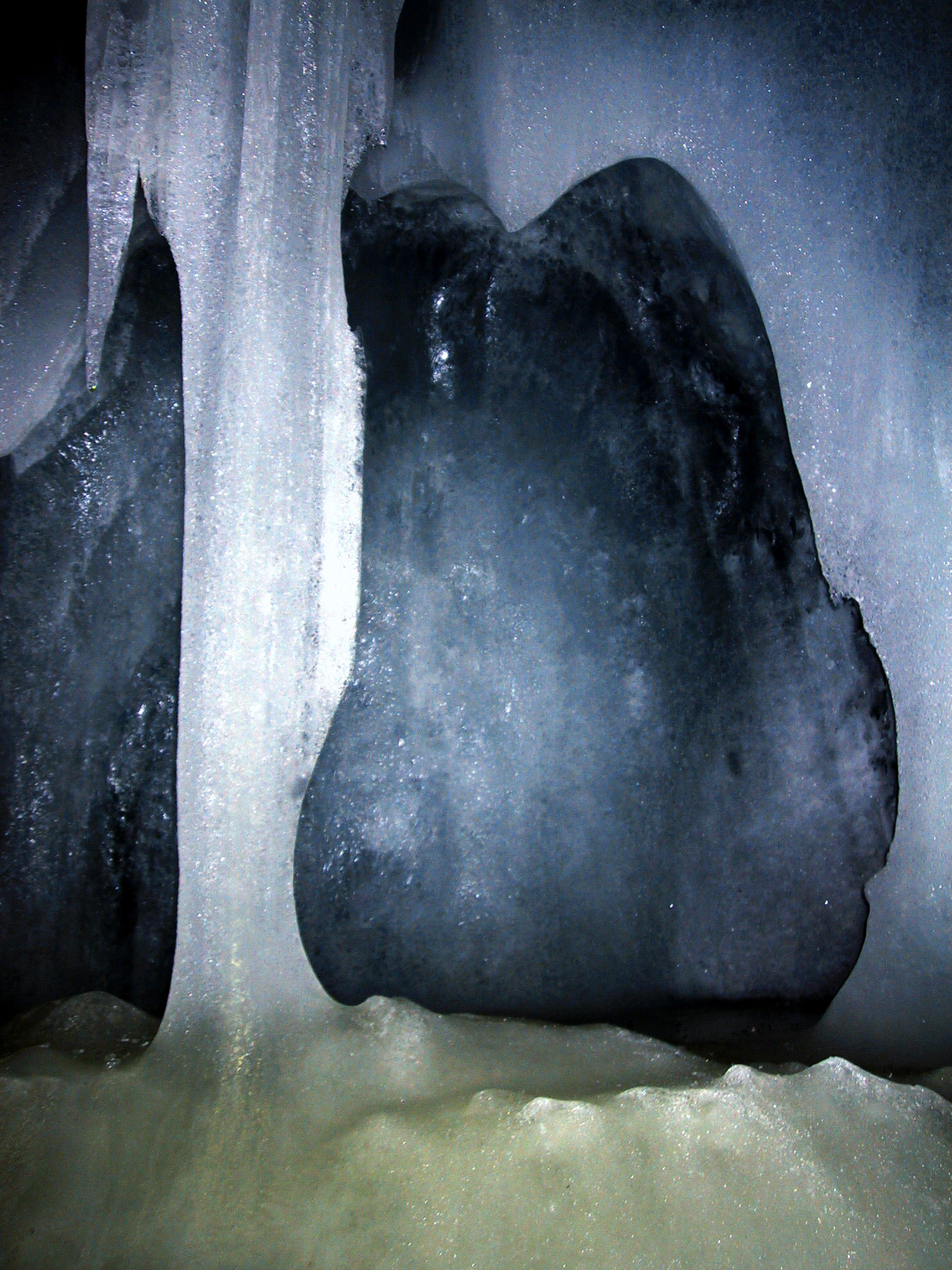
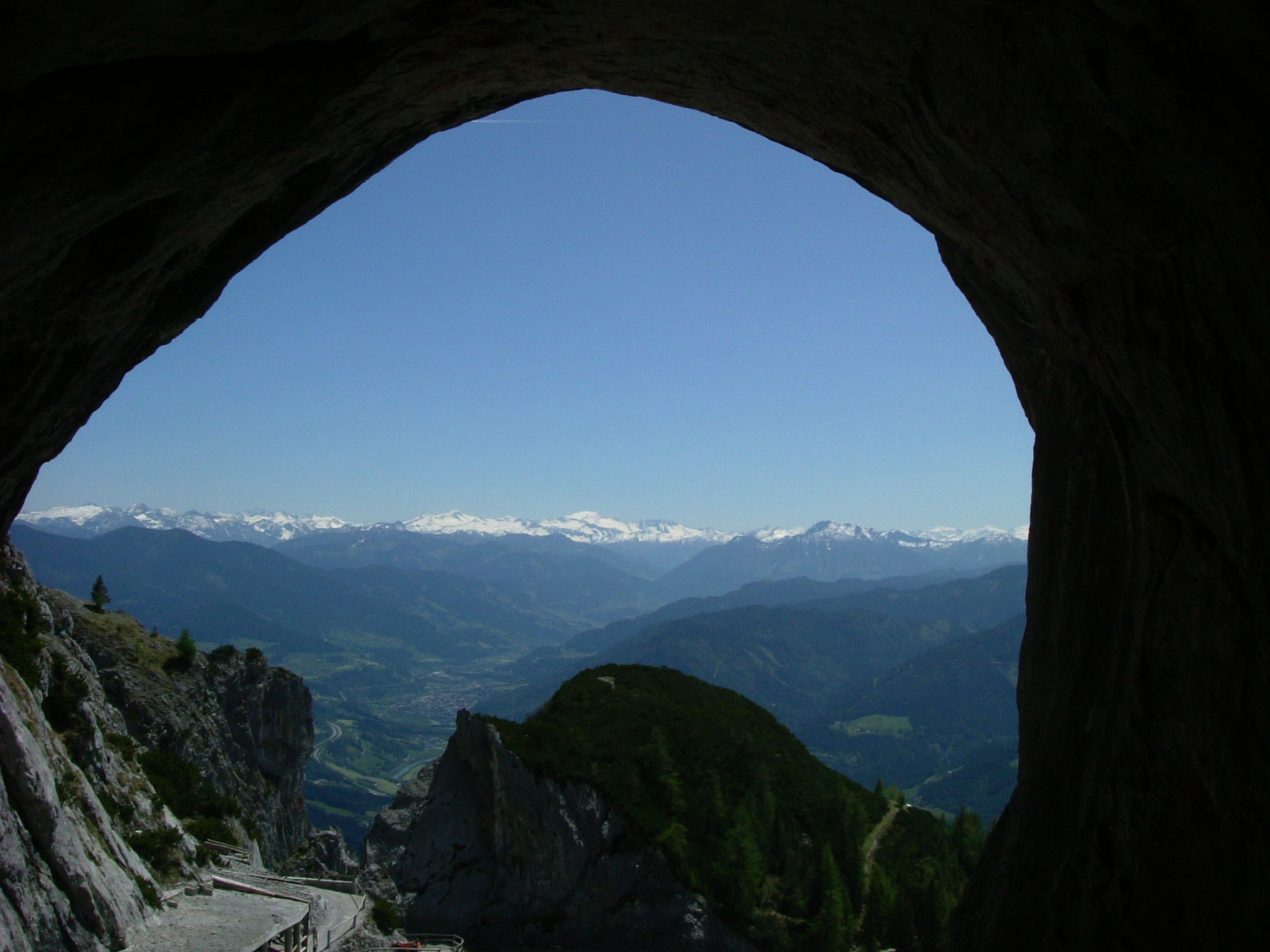